# Lychas mucronatus
Espèce
Synonymes
- Scorpio mucronatus Fabricius, 1798
- Scorpio curvidigitatus Gervais, 1843
- Tityus varius C. L. Koch, 1844
- Isometrus chinensis Karsch, 1879
- Isometrus atomarius Simon, 1884
- Lychas mentaweius Roewer, 1943
- Lychas baldasseronii Caporiacco, 1947
- Lychas nucifer Basu, 1964
- Lychas kotao Lourenço, 2020

Lychas mucronatus est une espèce de scorpions de la famille des Buthidae.

## Distribution
Cette espèce se rencontre en Chine, en Inde, en Birmanie, en Thaïlande, au Laos, au Cambodge, au Viêt Nam, aux Philippines, en Malaisie et en Indonésie,.

## Description

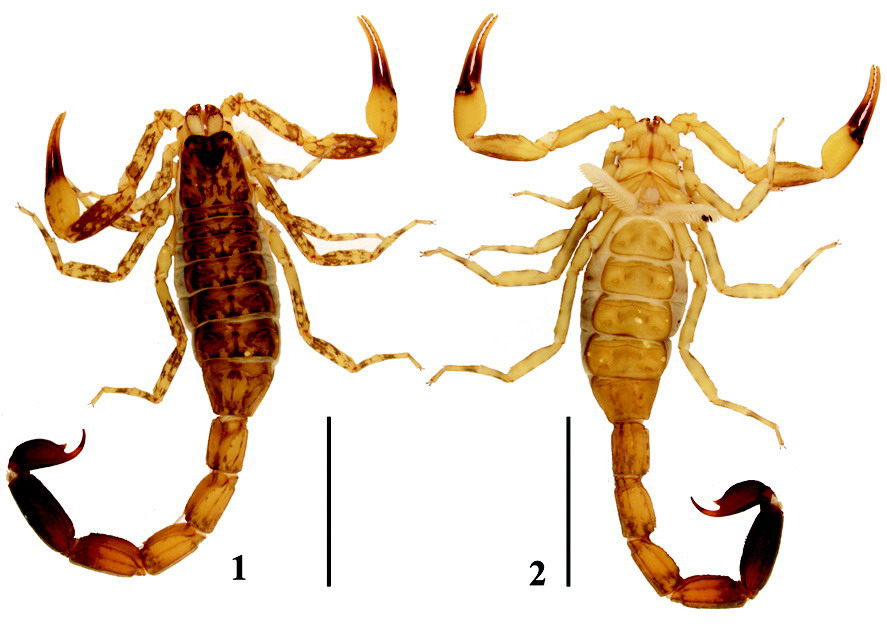
Lychas mucronatus ♂

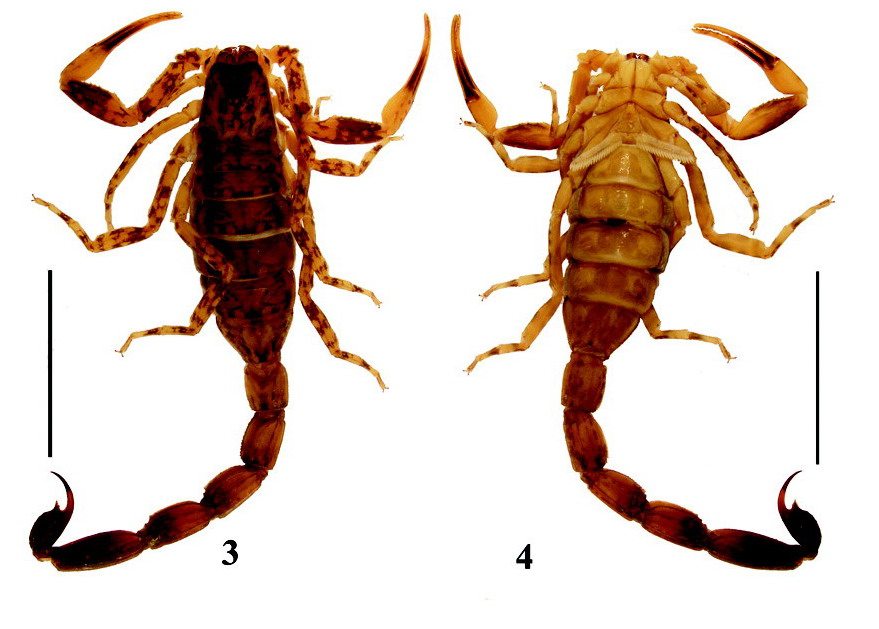
Lychas mucronatus ♀

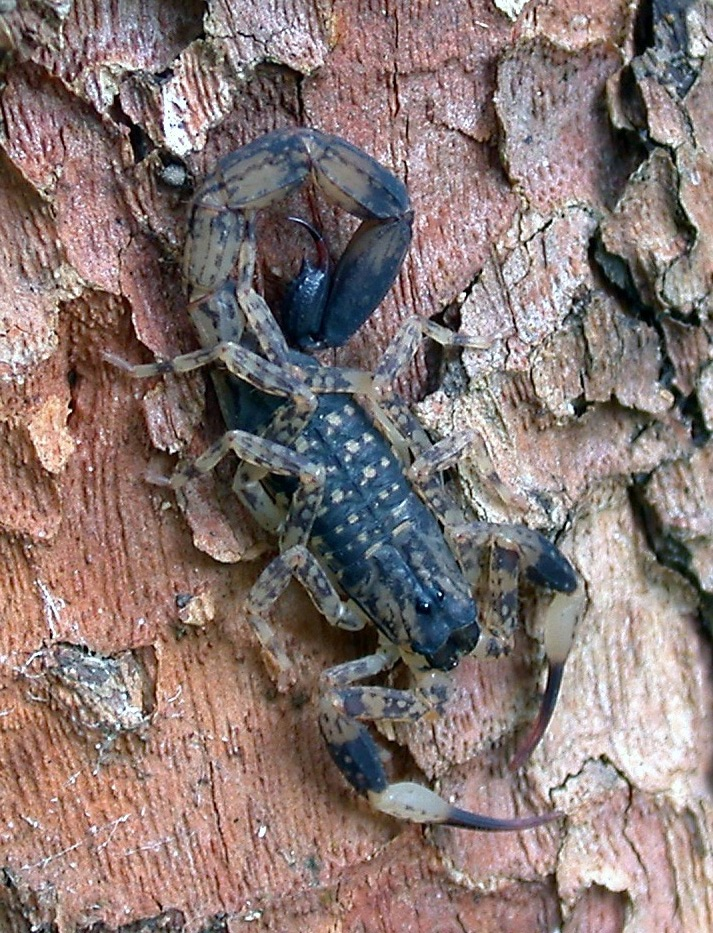
Lychas mucronatus

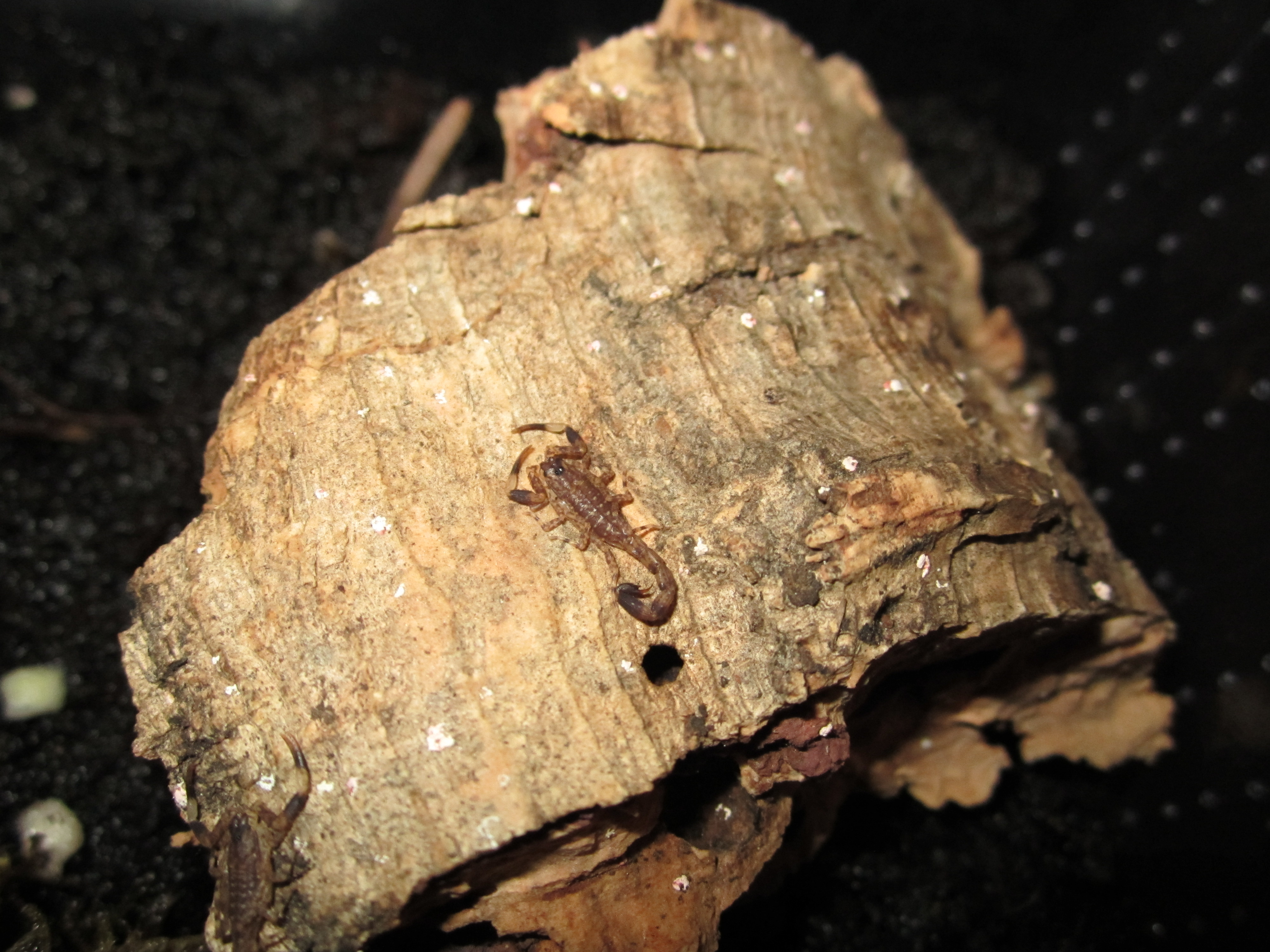
Lychas mucronatus

Lychas mucronatus mesure de 40 à 65 mm.

## Systématique et taxinomie
Cette espèce a été décrite sous le protonyme Scorpio mucronatus par Fabricius en 1798. Elle est placée dans le genre Tityus par C. L. Koch en 1844, dans le genre Isometrus par Thorell en 1888, dans le genre Archisometrus par Thorell en 1893 puis dans le genre Lychas par Pocock en 1900.
Tityus varius a été placée en synonymie par Thorell en 1888.
Isometrus atomarius et Isometrus chinensis ont été placées en synonymie par Kraepelin en 1891.
Scorpio curvidigitatus a été placée en synonymie par Thorell en 1893.
Lychas mentaweius, Lychas baldasseronii et Lychas nucifer ont été placées en synonymie par Kovařík en 1997.
Lychas kotao a été placée en synonymie par Kovařík en 2023.

## Publication originale
- Fabricius, 1798 : « Scorpio. » Supplementum Systema Systematicae, Impensis C.G. Proft, Hafniae, p. 294-295.